# Hoàng Anh (diễn viên)
Bài này nói về một diễn viên truyền hình người Việt Nam tên Hoàng Anh. Đối với những chủ thể cùng tên, xem Hoàng Anh (định hướng)
Hoàng Anh tên đầy đủ là Nguyễn Hoàng Anh, (sinh ngày 31 tháng 1 năm 1984), là một diễn viên điện ảnh, diễn viên kịch nói người Mỹ gốc Việt. Anh được biết đến qua các phim Đam Mê, Hoa Nắng, Cô Thắm Về Làng, Gạo Nếp Gạo Tẻ...

## Tiểu sử
Hoàng Anh xuất thân trong gia đình có hoàn cảnh khó khăn vì không ai theo nghệ thuật, ba anh chạy xe ôm, mẹ anh bán cơm rượu, năm lớp 11 anh trải qua biến cố trong cuộc đời khi nghe tin ba anh mất vì tai nạn giao thông, học hết lớp 12 thì anh quyết định không thi đại học vì hoàn cảnh gia đình khó khăn, năm 2004 anh cùng với người bạn ở xóm quyết định lên Sài Gòn lập nghiệp với công việc làm bảo vệ với mức lương 1,3 triệu đồng.
Sau 1 năm anh cảm thấy chán nản với công việc hiện tại, nên anh quyết đổi đời bằng cách đăng ký thi vào trường Cao đẳng Sân khấu Điện ảnh, kết quả anh đỗ thi và trở thành sinh viên của trường, kể từ đó anh chính thức bước chân vào con đường nghệ thuật.
Vai diễn casting đầu tiên của anh là phim Ký túc xá của đạo diễn Châu Huế, anh được đạo diễn tin tưởng giao cho vai chính là Tùng chó con. Sau đó vai diễn Tùng chó con được nhiều khán giả yêu thích đón nhận. Từ cơ duyên đó, anh bắt đầu đi đóng phim, và không còn làm bảo vệ nữa.

## Sự nghiệp
Anh được biết đến qua các phim như: Đam Mê, Hoa Nắng, Cô Thắm Về Làng, Gạo Nếp Gạo Tẻ...

## Đời tư
Hoàng Anh kết hôn đầu năm 2017 tại quê nhà Long An.
Hiện tại, Hoàng Anh đang sinh sống tại Mỹ cùng với vợ và con.
Trước quyết định sang Mỹ, Hoàng Anh nói: "Năm 2018 phim Gạo nếp gạo tẻ thành công, giúp khán giả biết tới tôi nhiều hơn. Tôi cũng chờ đợi sự thay đổi của phim truyền hình suốt năm qua nhưng tình hình không tiến triển. Mỗi năm, tôi chỉ đóng nhiều nhất 2 phim. Với cát-xê của hai phim thì ngay cả việc duy trì cuộc sống cho tôi cũng khó khăn, làm sao lo được cho vợ con. Tôi quyết định sang Mỹ vừa đoàn tụ vợ con, vừa tìm cơ hội mới, dù biết cũng không dễ dàng".

## Phim

### Truyền hình
| Năm  | Tựa phim                  | Vai diễn   | Đạo diễn                           | Nguồn |
| ---- | ------------------------- | ---------- | ---------------------------------- | ----- |
| 2007 | Ký túc xá                 | Tùng       | Châu Huế                           |       |
| 2007 | Nắng vài dữ               | Châu Quân  | Hoàng Lưu Thịnh                    |       |
| 2008 | Đam mê                    | Minh       | Đinh Đức Liêm                      |       |
| 2008 | Hoa thiên điểu            | Hoàng Long | Nhâm Minh Hiền                     |       |
| 2008 | Cuộc chiến hoa hồng       | Hoàng Hải  | Đinh Đức Liêm                      |       |
| 2009 | Hạnh phúc mong manh       | Vinh       | Lý Khắc Lynh                       |       |
| 2009 | Giấc mơ cổ tích           | Trọng      | Đặng Minh Quang                    |       |
| 2010 | Yêu từ thuở nào           | Hải        | Nhâm Minh Hiền                     |       |
| 2010 | Lối sống sai lầm          | Quân       | Oh Seung Yuep                      |       |
| 2010 | Vua sân cỏ (phần 2)       | Lượm       | Đinh Đức Liêm                      |       |
| 2010 | Cá Rô, em yêu anh!        | Điền       | Nguyễn Phương Điền                 |       |
| 2010 | Cô nàng bướng bỉnh        | Hoàng      | Chu Thiện                          |       |
| 2010 | Cô dâu tuổi dần           | Hữu Dũng   | Bùi Ngọc Nam Phương                |       |
| 2010 | Mãi theo bóng em          | Thành      | Bùi Ngọc Nam Phương                |       |
| 2010 | Ai                        |            | Trương Dũng                        |       |
| 2011 | Oan gia đại chiến         | Thiên      | Lê Bảo Trung                       |       |
| 2011 | Giải mã tình anh          | Trần Nhân  | Xuân Cường                         |       |
| 2012 | Bão                       | Toàn       | Mai Dũng                           |       |
| 2012 | Phiên chợ số              | Long       | Nhâm Minh Hiền                     |       |
| 2012 | Hoa nắng                  | Phúc       | Đặng Minh Quang                    |       |
| 2012 | Lạc mất linh hồn          | Toàn       | Lê Minh                            |       |
| 2012 | Xương rồng trên cát       | Minh Quân  | Lê Lộc                             |       |
| 2012 | Vực thẳm tình yêu         | Mạnh       | Bùi Ngọc Nam Phương                |       |
| 2012 | Cô nàng nặng cân          | Philip Vũ  | Nguyễn Lê Minh                     |       |
| 2013 | Thạch lan                 | Trần Thịnh | Xuân Cường                         |       |
| 2014 | Bí mật anh và em          | Hải Nam    | Nhâm Minh Hiền                     |       |
| 2014 | Như giọt sương ngủ muộn   | Khoa       | Dương Nam Quan                     |       |
| 2014 | Lời sám hối               | Đực        | Bùi Ngọc Nam Phương                |       |
| 2014 | Những ngọn nến lung linh  | Đình Ngoan | Nguyễn Minh Cao                    |       |
| 2014 | Hợp đồng scandal          | Thành Đạt  | Nguyễn Phương Điền                 |       |
| 2014 | Tôi yêu cô đơn            | Tuấn Khang | Nguyễn Minh Cao                    |       |
| 2014 | Khi người đàn ông trở lại | Hoàng Vũ   | Nhâm Minh Hiền                     |       |
| 2014 | Phận đàn bà               | Xảo        | Đinh Đức Liêm                      |       |
| 2015 | Bảy lá bài                | Thiên Bá   | Nguyễn Quốc Thịnh                  |       |
| 2015 | Ải trần gian              | Cậu Ba     | Bùi Ngọc Nam Phương                |       |
| 2015 | Nhà trọ có bốn cô chiêu   | Dân        | Nguyễn Minh Cao                    |       |
| 2015 | Kẻ thù giấu mặt           | Tuấn Kiệt  | Nguyễn Phương Điền                 |       |
| 2015 | Đi qua mùa mưa            | Đông Hùng  | Mai Dũng                           |       |
| 2016 | Truy tìm hung thủ         | Quang      | Đặng Minh Quốc                     |       |
| 2016 | Cô Thắm về làng           | Chí        | Lê Hướng Nam                       |       |
| 2016 | Khu vườn bí ẩn            | Nam        | Bùi Cường                          |       |
| 2016 | Muôn mặt cuộc đời         | Tú Hên     | Quách Khoa Nam                     |       |
| 2016 | Dòng nhớ                  | Ân         | Trương Dũng                        |       |
| 2017 | Cô thắm về làng 2         | Chí        | Nguyễn Hoàng Anh                   |       |
| 2017 | Osin nổi loạn             | Kinh Long  | Lê Ngọc Linh                       |       |
| 2017 | Mặt nạ tình yêu           | Thiên Khải | Nguyễn Phương Điền                 |       |
| 2017 | Cuộc chiến nhân tâm       | Sinh       | Mai Dũng                           |       |
| 2018 | Cô thắm về làng 3         | Chí        | Nguyễn Hoàng Anh & Lương Trung Tín |       |
| 2018 | Gạo nếp gạo tẻ            | Công       | Võ Thạch Thảo                      |       |
| 2018 | Lần đầu làm mẹ            | Phúc       | Huỳnh Vinh                         |       |
| 2019 | Cô thắm về làng 4         | Chí        | Võ Thạch Thảo                      |       |
| 2020 | Ngày đông có nắng         | Quang Anh  | Nguyễn Quang Minh                  |       |
| 2021 | Nghiệp sinh tử (phần 2)   | Phan       | Bùi Ngọc Nam Phương                |       |
| 2021 | Nghiệp sinh tử (phần 3)   | Lì         | Bùi Ngọc Nam Phương                |       |